# Кріпосна акторка
«Кріпосна акторка» — радянський кольоровий широкоформатний музичний художній фільм, поставлений на кіностудії «Ленфільм» в 1963 році режисером Романом Тихомировим за оперетою Миколи Стрельникова «Холопка».

## Сюжет
В садибі графа Кутайсова готуються до зустрічі знаменитої акторки Анастасії Батманової, що повертається з Парижа, яку дівчинкою викупили у графа. Одночасно з Батмановою в садибу приїжджає таємно в неї закоханий Андрій — брат-байстрюк гусара Микити, вільна якого загубилася. Не добившись взаємності Настусі, Кутайсов вирішує видати її заміж за свого кріпака Андрія, щоб вона назавжди була під його владою.

## У ролях
- Тамара Сьоміна —  Анастасія Батманова  (співає  Тамара Мілашкіна)
- Євген Леонов —  граф Іван Павлович Кутайсов
- Дмитро Смирнов —  князь Андрій Туманський  (співає  Євген Райков)
- Сергій Юрський —  гусар князь Микита Петрович Батурін  (співає  Лев Морозов)
- Гренада Мнацаканова —  Поленька  (співає  Зоя Ємельянова)
- Олександр Потапов —  Митька  (співає  Анатолій Александрович)
- Сергій Філіппов —  керуючий Елпідіфор
- Глікерія Богданова-Чеснокова —  старіюча примадонна Глікерія Орестівна Рикалова
- Марина Полбенцева —  Авдотья Литкіна
- Олександр Орлов —  Вахмістр
- Лев Лемке —  диригент і балетмейстер Франсуа
- Світлана Мазовецька —  Харита
- Георгій Штиль —  Федько
- Олексій Смирнов —  співак
- М. Муковозов —  Мажордом
- Олег Лєтніков — епізод
- Андрій Олеванов — епізод
- Ігор Тихоненко — епізод
- Станіслав Фесюнов — епізод
- Леонід Щевцов — епізод
- Анатолій Азо — епізод

## Знімальна група
- Музика —  Микола Стрельников
- Сценарій —  Леонід Захаров
  - за мотивами лібрето —  Юхима Геркена
  - вірші —  Соломона Фогельсона і  Юхим Геркен
- Режисер-постановник —  Роман Тихомиров
- Головний оператор —  Євген Шапіро
- Головний художник —  Ігор Вускович
- Головний звукооператор —  Григорій Ельберт
- Режисер — М. Шейнін
- Балетмейстер —  Костянтин Боярський
- Хормейстер — Б. І. Федюкін
- Оператор —  Ростислав Давидов
- Звукооператор — Бетті Лівшиц
- Художники по костюмах —  Євгенія Словцова, Н. Холмова
- Грим — Маргарита Матусова
- Декорації — П. Тимашов
- Асистенти:
  - режисера — М. Гільбо
  - оператора — К. Полухін
- Комбіновані зйомки:
  - Оператор — Б. Дудов
  - Художник — В. Лук'янов
- Монтаж —  Марія Пен
- Редактор —  Ісаак Глікман
- Музичний консультант — М. Матвєєв
- Оркестр Ленінградської Державної філармонії
  - Диригент —  Сергій Орланський
- Директор картини —  Юрій Джорогов